# Rolf Geinert

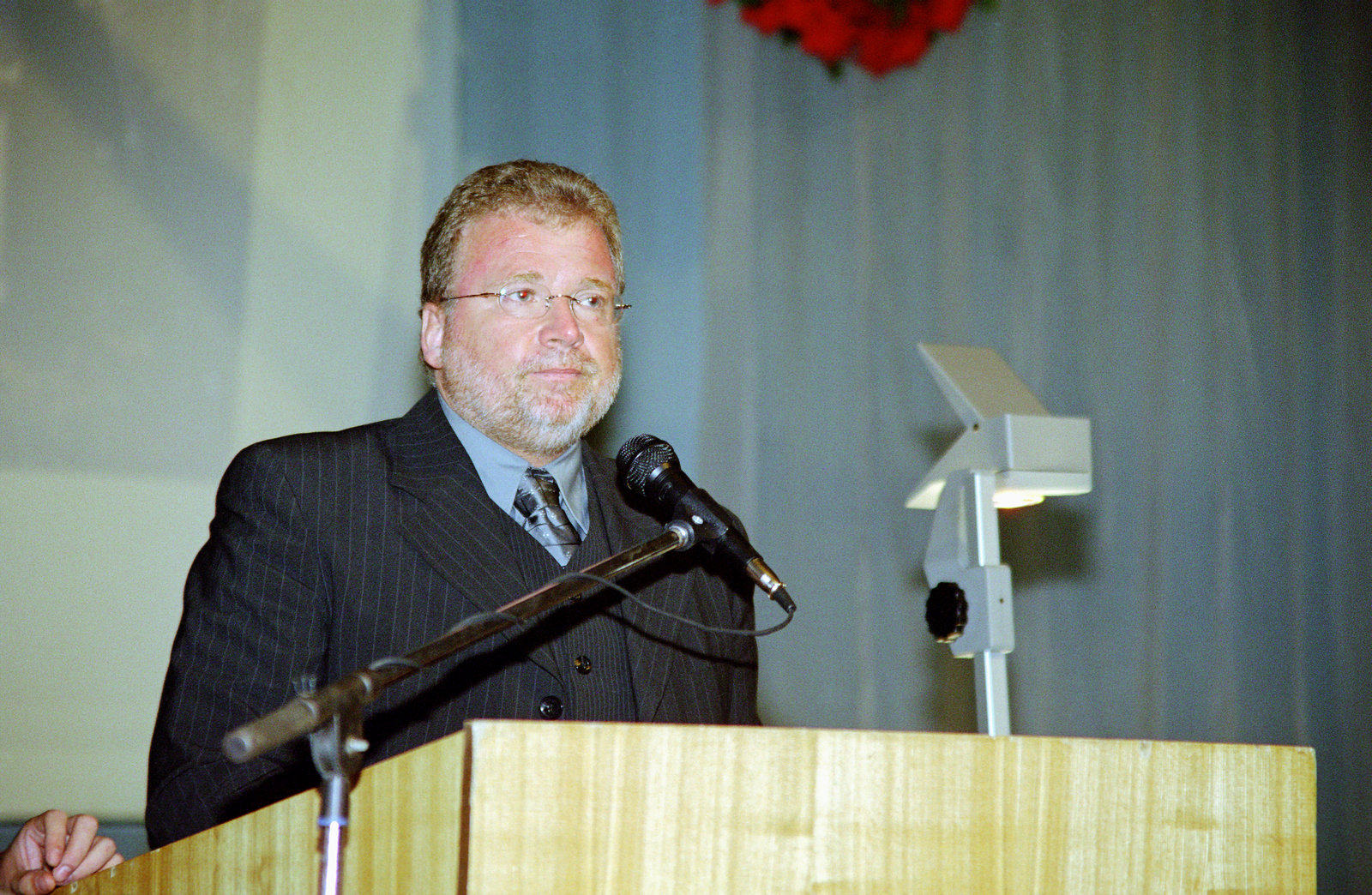
Rolf Geinert, 2001

 Rolf Geinert (* 9. November 1955 in Wuppertal) ist ein deutscher Politiker (SPD).
Er absolvierte 1974 das Abitur. Nach dem Wehrdienst und einem Studium an der Fachhochschule für öffentliche Verwaltung in Hagen – die praktischen Ausbildungsphasen absolvierte er bei der Stadt Sprockhövel – wurde Geinert Diplom-Verwaltungswirt (FH). Danach war er bei der Stadtverwaltung Sprockhövel in verschiedenen Ämtern tätig. 1988 wechselte er zur Stadtverwaltung Heilbronn, wo er Abteilungsleiter Umwelt wurde. 1990 kandidierte er für das Amt des Bürgermeisters von Neckarbischofsheim und konnte sich bei der Wahl überraschend gegen den Amtsinhaber durchsetzen. 1998 wurde er wiedergewählt.
2004 kandidierte Geinert bei der Wahl zum Oberbürgermeister von Sinsheim und gewann im zweiten Wahldurchgang. 2010 war er SPD-Kandidat bei der Landratswahl im Rhein-Neckar-Kreis, wo er Stefan Dallinger unterlag. Bei der Sinsheimer Oberbürgermeisterwahl 2012 trat Geinert nicht mehr an.
Die Generalversammlung der BürgerEnergieGenossenschaft Kraichgau eG wählte ihn 2019 zum Aufsichtsratsvorsitzenden.